# L'Arche de Noé (Poulakis)
Pour les articles homonymes, voir L'Arche de Noé.
L'Arche de Noé, en grec moderne : Η Κιβωτός του Νώε/I Kivotós tou Nóe, en italien : Arca di Noè, est une peinture a tempera sur bois de Théodore Poulakis, un artiste baroque grec faisant partie de l'école de peinture de l'Heptanèse. Considéré comme le père de l'école de l'Heptanèse, sa carrière de peintre s'étend de 1635 à 1692. Plus de 130 de ses peintures ont survécu. Elles se trouvent désormais en Grèce et en Italie.
Les matériaux utilisés pour l’œuvre sont la peinture à la détrempe sur un panneau de bois de 81 × 63,5 cm.

## Galerie

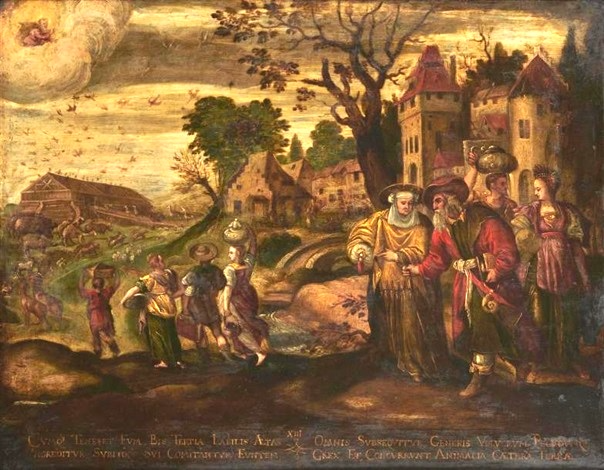
L'Arche de Noé de Maarten de Vos.
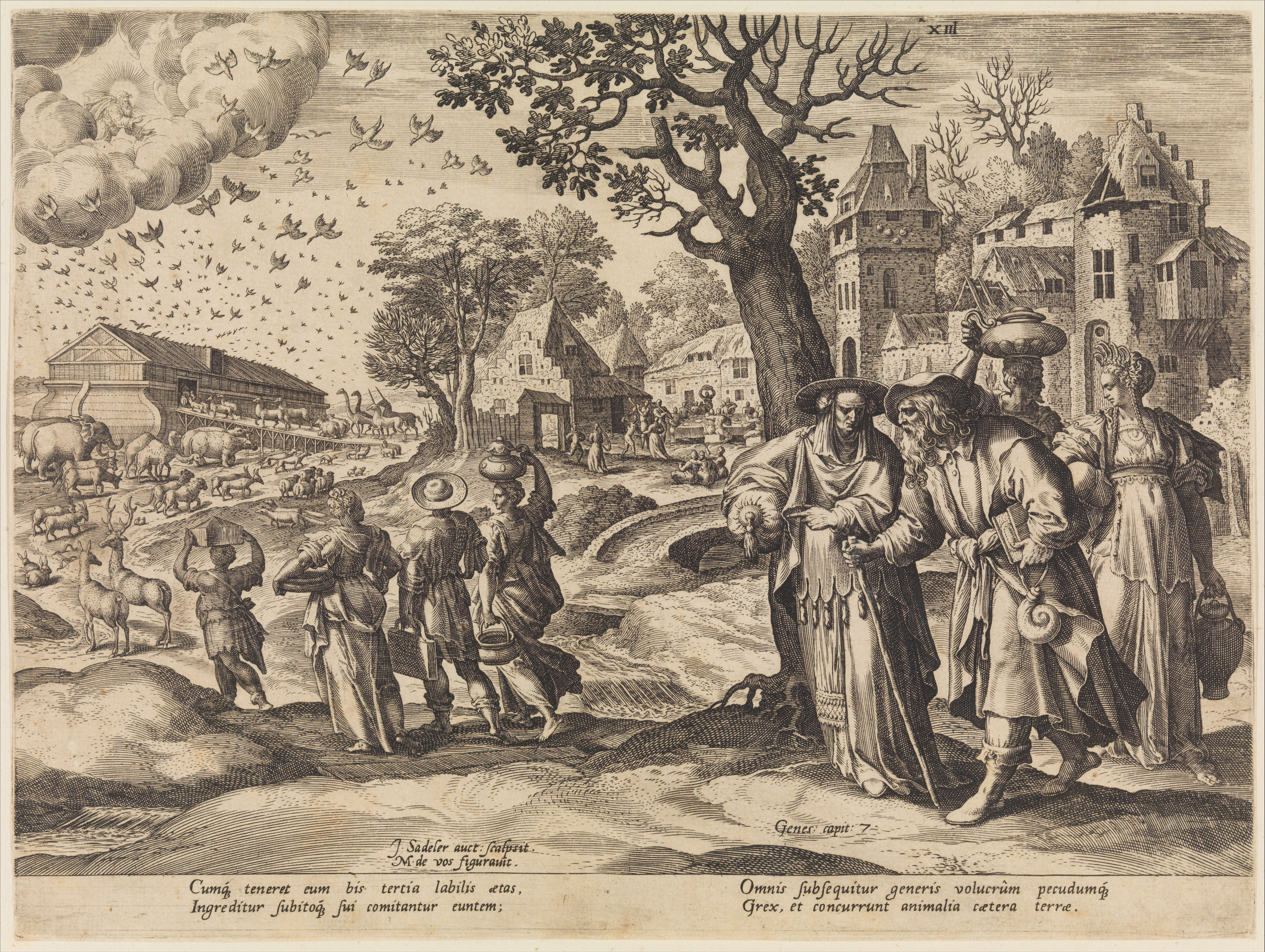
Gravure de Johan Sadeler.